# 高屋奈月
高屋奈月（日语：／ Takaya Natsuki，1973年7月7日—），日本漫畫家。女性。出身於東京都。A型血。
1992年，她以在《花與夢Planet增刊》（白泉社）裡發表的《Born Free》出道。此後，她主要活躍於白泉社的《花與夢》和《別冊花與夢》。代表作《魔法水果籃》在2001年獲得第25屆講談社漫畫獎少女部門。其它代表作還有《羽翼天使》、《星歌戀曲》、《童話魔女之森》。

## 來歷
1991年，高屋奈月以獲得第178屆花與夢漫畫家講座佳作。並刊登在《別冊花與夢》（白泉社）上。次年1992年，以9月1日號的《花與夢Planet增刊》（白泉社）上發表的《Born Free》出道，之後主要在白泉社活動。
1998年至2006年，《魔法水果籃》在《花與夢》上連載，2001年獲得第25屆講談社漫畫獎少女部門，同年被改編成電視動畫。該作品隨後在海外發行並大獲成功，並被列入金氏世界紀錄，成為有史以來最暢銷的少女漫畫。在連載期間，她患上了腦神經疾病，並休息了一段時間休載，大約1年後才回歸。外界普遍傳言她患有腱鞘炎，但她在Twitter上表示，由於「職業性肌張力障礙」，已經接受了手術，在頭骨上鑽孔，而且那個部位仍然禿頂。
《魔法水果籃》連載結束後，她繼續在白泉社發表作品，2008年，她負責NHK《大家的歌》8月、9月歌曲「寫給十五歲的自己」（作曲：安潔拉亞季）的角色原案。
2013年11月，她因為治療疾病，宣布《童話魔女之森》進入長期休載。12月，她更新了自己的部落格，澄清這並不是她之前患有的職業性肌張力障礙的復發。
2015年9月，《魔法水果籃Another》在《花與夢ONLINE》（目前LaLa online之後的漫畫Park）上開始連載。
2021年11月，位於東京都西武池袋總店別館2樓的西武畫廊將舉辦紀念她繪畫行業30週年的展覽活動，主題為「魔法水果籃世界展 ～高屋奈月畫業30週年～」。展出了高屋以《魔法水果籃》為中心的作品。

## 作品列表

### 漫畫
夢想一世情
1994年—1997年，《花與夢Planet增刊》和《花與夢Step增刊》刊載。（全5冊、文庫版全3冊）
羽翼天使
1995年—1998年，《花與夢》連載。近未來SF。（全6冊、文庫版全3冊）
你是我的天使
1998年，《花與夢》刊載。短篇。1999年，發行同名短篇集。
魔法水果籃
1998年—2006年，《花與夢》連載。2004年，TOKYOPOP出版了帶有日語註釋的英文版。（全23冊）
星歌戀曲
2007年—2011年，《花與夢》連載。（全11冊）
童話魔女之森
2011年—，《花與夢》連載（截至2015年9月，休載）。
魔法水果籃 another
2015年—2020年，《花與夢ONLINE》連載（全4冊）。

2023年—，《漫畫Park》連載中。

### 畫冊
- 高屋奈月畫集《魔法水果籃》（2004年，白泉社）

### 粉絲書
- 《魔法水果籃 CHARACTER BOOK》（2001年，白泉社）
- 《魔法水果籃 FAN BOOK〔貓〕》（2005年，白泉社）
- 《魔法水果籃 FAN BOOK〔宴〕》（2007年，白泉社）

## 其它
- 「寫給十五歲的自己（日语：手紙 〜拝啓 十五の君へ〜）」（歌：安潔拉亞季，NHK《大家的歌（日语：みんなのうた）》2008年8～9月新曲）動畫原畫[10]。

## 相關書籍
- 《魔法水果籃 戀愛心理分析書》（青木幸子，2001年，Foot Work出版）
- 《魔法水果籃 戀愛CHECK BOOK》（渡邊水央（日语：渡辺水央），2003年，Foot Work出版）

## 外部連結
- 高屋奈月的X（前Twitter） （日語）